# Elna Fonnesbech-Sandberg
Elna Vilhelmine Fonnesbech-Sandberg (* 22. März 1892 in Kopenhagen, Dänemark; † 6. März 1994 in Gentofte, Dänemark) war eine dänische Kunstsammlerin und Malerin.  Sie hatte bis Ende der 1920er Jahre eine umfangreiche Sammlung dänischer modernistischer und expressionistischer Werke zusammengetragen und sammelte später abstrakte Werke junger dänischer Maler, die Mitglieder der CoBrA-Bewegung wurden. 1947 wurde sie Malerin und 1949 Mitglied der Künstlergruppe Spiralen.

## Leben und Werk
Fonnesbech-Sandberg war die Tochter des Kaufmanns Jacob Frederik Vilhelm Riegels (1863–1943) und seine Frau Mathilde Marie Pouline Hanson (1862–1932). Schon als Kind begann sie Reproduktionen berühmter Maler zu sammeln. Nach einigen Jahren Studium der Kunstgeschichte bei Frederik Poulsen an der Universität Kopenhagen wandte sie ihre Aufmerksamkeit der modernen Kunst zu. Sie begann Werke von Künstlern zu kaufen, die heute als klassische Moderne bezeichnet werden, darunter Harald Giersing, Karl Isakson, Søren Hjorth Nielsen, Niels Lergaard, Vilhelm Lundstrøm, Olaf Rude, William Scharff, Jens Søndergaard und Edvard Weie. Von John Christensen aus Nørrebro besaß sie eine Sammlung von über 100 Werken, die 1943 versteigert wurden. 
Am 27. August 1918 heiratete sie in Kopenhagen den Teegroßhändler Torben Fonnesbech-Sandberg, mit dem sie einen Sohn bekam und von dem sie 1945 geschieden wurde. Mit dem Ausbruch des Zweiten Weltkriegs begann das Teegeschäft des Paares schlecht zu laufen. 1940 musste sie ihre Sammlung verkaufen, um die Finanzen der Familie zu retten. Kurz darauf lernte sie den Maler Asger Jorn kennen, von dem sie einige seiner Gemälde kaufte. Sie wurde durch ihn in den Kreis junger abstrakter Künstler eingeführt, die später als CoBrA-Maler bekannt wurden, darunter Ejler Bille, Egill Jacobsen, Carl-Henning Pedersen und Else Alfelt. Jorn nannte seine Gemälde aus dieser Zeit Didaska-Bilder, eine Kombination aus Elna Fonnesbech-Sandbergs Spitznamen Dida und seinem eigenen Vornamen.
Sie begann eine neue Sammlung zu erstellen, die umfangreicher als die erste war. In ihrem Haus in Frederiksberg am Gammel Kongevej veranstaltete sie jeden Mittwoch Tage der offenen Tür, um Kunstliebhabern die Möglichkeit zu geben, die neuen Strömungen der dänischen Kunst zu bewundern. Durch die abstrakten Künstler lernte sie den Psychoanalytiker Sigurd Næsgaard kennen, der ihr riet, ihre Sammlung zu verkaufen, wenn sie selbst Künstlerin werden wollte. Die meisten Werke wurden von den Sammlern Anna und Kresten Krestensen erworben und bilden heute einen Teil der Sammlung des Nordjütländischen Kunstmuseums.
1947 debütierte Fonnesbech-Sandberg in der Galerie Tokanten in Kopenhagen mit Aquarellen. Wie die Bilder ihrer abstrakten Freunde zeigten ihre Gemälde eine märchenhafte und rätselhafte Welt mit rätselhaften Kreaturen, Trollen und Vögeln. 
Sie nahm an mehreren Gruppenausstellungen teil und wurde 1949 Mitglied der Spiralen-Künstlergruppe. Hier lernte sie ihren zweiten Ehemann, den Maler Niels Jensen, kennenlernte. Im Laufe der fünfziger Jahre veränderte sie ihren Malstil hin zu einer feingliedrigen Bearbeitung der Bildfläche, oft mit einem fast emailartigen Charakter der Farbe, ohne hervortretende Figuration.
Sie hatte zahlreiche Einzelausstellungen unter anderem in Paris, Brüssel und Frankfurt am Main. Ab 1953 stellte sie unter dem Namen Elna Riegels aus. Sie wurde von vielen Künstlern porträtiert, darunter Olaf Rude, Kirsten Kjær und John Christensen. In ihren Memoiren Those I Met (1945) berichtete sie über ihre Arbeit als Sammlerin und ihre Künstlerbekanntschaften.
Elna Fonnesbech-Sandberg starb am 6. März 1994 in Gentofte.
Ihre Gemälde befinden sich in den Sammlungen des Museum Jorn, Nordjyllands Kunstmuseum, ARoS Aarhus Kunstmuseum.

## Ausstellungen (Auswahl)
- 1951: Kunsthallen, Kopenhagen
- 1961–1962: Galerie Saint-Laurent, Brüssel
- 1962: Galerie du Ranelagh, Paris
- 1962: Galerie Jylland, Århus
- 1975: Aarhus Kunstbygn
- 1981: Lyngby Kunstforen
- 2023: Action, Gesture, Paint: Women Artists and Global Abstraction 1940-1970, Whitechapel Art Gallery London[7][8]